# Głęboczyca
Głęboczyca – wieś sołecka w Polsce położona w województwie mazowieckim, w powiecie mińskim, w gminie Dobre. Przez miejscowość przepływa rzeka Cienka, dopływ Rządzy.
Wieś królewska Głębocica położona była w 1580 roku w powiecie warszawskim ziemi warszawskiej województwa mazowieckiego. W latach 1975–1998 miejscowość administracyjnie należała do województwa siedleckiego.